# Ryōko Takara
Ryōko Takara (jap. 高良 亮子, Takara Ryōko; * 9. April 1990 in Naha) ist eine japanische Fußballspielerin.

## Karriere

### Verein
Sie begann ihre Karriere bei INAC Kōbe Leonessa, wo sie von 2009 bis 2012 spielte. Sie trug 2011 und 2012 zum Gewinn der Nihon Joshi Soccer League bei. 2013 folgte dann der Wechsel zu Vegalta Sendai. 2017 folgte dann der Wechsel zu Lillestrøm SK.

### Nationalmannschaft
Takara absolvierte ihr erstes Länderspiel für die japanischen Nationalmannschaft am 22. September 2013 gegen Nigeria. Insgesamt bestritt sie drei Länderspiele für Japan.

## Errungene Titel

### Mit Vereinen
- Nihon Joshi Soccer League: 2011, 2012